# 任孝恭
任孝恭（？—548年），字孝恭，臨淮郡臨淮縣人，南北朝南梁官員與文學家。
任孝恭的曾祖父任農夫是劉宋南豫州刺史，曾叔祖父任候伯官位輔國將軍、行湘州事，二人都是將領。任孝恭自小失去父親，因孝順侍奉母親聞名；他也專心求學，家中因為貧窮沒有書本，他就長途跋涉問別人借書，閱讀一次後就能背誦。任孝恭的外祖父丘它和梁武帝是舊識，武帝得知他的才學，就徵召為西省撰寫史書。最初他任職奉朝請，在壽光殿工作時擔任司文侍郎，很快兼任中書通事舍人。朝廷下令他寫下《建陵寺刹下銘》，又為武帝文集寫序，辭文富麗，因此掌管朝廷著述。任孝恭文思快捷，得詔令後很快完成，每次上奏武帝都稱讚他，賜下不少金帛。他年輕時跟從蕭寺雲法師學習經論，了解佛理，此時開始素食持戒，十分虔誠；他個性自誇，以才能評價他人，忽略很多同輩，世人因此輕看他。
太清二年（548年）侯景進逼建康，任孝恭招募士兵，隸屬蕭正德。侯景入城，蕭正德與侯景勾結，他就回到台城，不過城門緊閉，被侯景抓獲，要求他寫下檄文。任孝恭要求回家中整理，侯景准許，因此逃入東府。台城失陷，侯景斬殺他，有文集傳世。

## 引用
1. 1 2  《梁書·卷五十·列傳第四十四》：任孝恭字孝恭，臨淮臨淮人也。曾祖農夫，宋南豫州刺史。
2. 1 2  《南史·卷七十二·列傳第六十二》：任孝恭字孝恭，臨淮人也。曾祖農夫，宋南豫州刺史。農夫弟候伯，位輔國將軍、行湘州事，並任將帥。
3. ↑  《梁書·卷五十·列傳第四十四》：孝恭幼孤，事母以孝聞。精力勤學，家貧無書，常崎嶇從人假借。每讀一遍，諷誦略無所遺。外祖丘它，與高祖有舊，高祖聞其有才學，召入西省撰史。初爲奉朝請，進直壽光省，爲司文侍郎，俄兼中書通事舍人。敕遣制《建陵寺刹下銘》，又啓撰高祖集序文，並富麗，自是專掌公家筆翰。孝恭爲文敏速，受詔立成，若不留意，每奏，高祖輒稱善，累賜金帛。孝恭少從蕭寺雲法師讀經論，明佛理，至是，蔬食持戒，信受甚篤。而性頗自伐，以才能尚人，於時輩中多有忽略，世以此少之。
4. ↑  《南史·卷七十二·列傳第六十二》：孝恭幼孤，事母以孝聞。精力勤學，家貧無書，常崎嶇從人假借，每讀一遍，諷誦略無所遺。外祖丘它與武帝有舊，帝聞其有才學，召入西省撰史。初為奉朝請，進直壽光省，為司文侍郎，俄兼中書通事舍人。敕遣制建陵寺刹下銘，又啟撰武帝集序文，並富麗。自是專掌公家筆翰。孝恭為文敏速，若不留思，每奏稱善，累賜金帛。少從蕭寺雲法師讀經論，明佛理，至是蔬食持戒，信受甚篤。而性頗自伐，以才能尚人，於流輩中多有忽略，世以此少之。
5. ↑  《梁書·卷五十·列傳第四十四》：太清二年，侯景寇逼，孝恭啓募兵，隸蕭正德，屯南岸。及賊至，正德舉衆入賊，孝恭還赴臺，臺門已閉，因奔入東府，尋爲賊所攻，城陷見害。文集行於世。
6. ↑  《南史·卷七十二·列傳第六十二》：太清二年，侯景寇逼，孝恭啟募兵，隸蕭正德。正德入賊，孝恭還赴台，台門閉，侯景獲之，使作檄。求還私第檢討，景許之，因走入東府。城陷，景斬銼之。文集行於世。

## 延伸阅读
[在维基数据编辑]
 《梁書·卷50》，出自姚思廉《梁書》